# Amapola (banda)
Amapola (1980-1987) es una banda chilena de rock progresivo de principios de los años 80. Fue liderada por Patricio Alexandro Vera Pinto, exintegrante de Lunallena.

## Historia
Amapola, junto a grupos como Feedback, Turbo, Brain Damage y Arena Movediza, fue considerada cultora de un rock progresivo de gran calidad para la época. El grupo se encontró situado en la misma encrucijada infraestructural y de difusión que afectó a todo el rock durante la década de los ochenta.
"Eran los días de la dictadura, los días en que había que pedir permiso a la Intendencia Metropolitana para hacer un concierto. Te revisaban las letras y los antecedentes personales y familiares de cada integrante. Te hacían seguimientos" En palabras del guitarrista de la banda, Luis Álvarez.
A comienzos de la década de los ochenta, había un prejuicio contra todo lo que implicara la música rock, los pocos recintos que los albergaban apenas contaban con permiso de la autoridad de turno para organizar las consideradas "maratones rockeras", con seis y hasta diez bandas por cartel. La Sala Lautaro en calle Euclides, en el paradero uno de la Gran Avenida, el Gimnasio Manuel Plaza en Plaza Egaña, el anfiteatro San Miguel y el Teatro Cariola fueron lugares en los que Amapola solía presentarse.
La Banda comenzó a tener prestigio al ganar el "3er Festival del Rock Original Chileno" con el tema "Romance de los 80" en septiembre de 1984.
Las canciones que componía Amapola, daban cuenta de arreglos complejos y trabajados. Solían estar inspiradas en la espiritualidad del Tantra Yoga, ya que todos sus integrantes lo practicaban en esa época. La banda solía describir su género como Hard Rock Sinfónico, en respuesta a la "onda disco", y frente a la inminente nueva ola de heavy metal británico que llegaba a Chile.
El grupo se disolvió en 1986, producto, supuestamente, del autoritario comportamiento de su líder, y del vacío que el mercado y la prensa tejieron en torno al rock clásico, considerado opuesto al pop.
De sus integrantes se sabe que Patricio Vera regresó a la música con Astralis, siendo líder, compositor, voz y director musical, junto a Sergio Heredia en batería y percusión, grupo que se caracteriza por sintetizar elementos rítmicos, melódicos y armónicos de la música sinfónica clásica, de cámara contemporánea y el rock progresivo.

## Integrantes
- Patricio Vera, composición, arreglos,voz, guitarra y dirección (1980 – 1987).
- Luis Álvarez, guitarra (1980 – 1987).
- Guillermo Díaz, bajo (1980 – 1985).
- Eugenio Pineda, batería (1980 – 1986).
- Ricardo Pezoa, bajo (1985 – 1987).
- Sergio Heredia, batería, percusión (1986 – 1987).
- Gino Coloma, bajo (1987).

## Discografía

### Disco: Amapola Rock Chileno:[4]
- La Cautiva
- Conexión Celeste
- Esperando Amanecer
- Los Mercenarios
- Romance de los 80´s
- Para los Dormidos